# Edward Francis Joseph Schlotterback
Edward Francis Joseph Schlotterback OSFS (* 2. März 1912 in Philadelphia; † 9. Dezember 1994 in Wilmington) war Apostolischer Vikar von Keetmanshoop.

## Leben
Edward Francis Joseph Schlotterback trat der Ordensgemeinschaft der Oblaten des hl. Franz von Sales bei und empfing am 17. Dezember 1938 die Priesterweihe. Papst Leo XIII. berief ihn am 24. März 1956 zum Apostolischen Vikar von Keetmanshoop und Titularbischof von Balanea. 
Die Bischofsweihe erfolgte am 11. Juni desselben Jahres durch den Apostolischen Delegat in der Südafrikanischen Union Celestine Joseph Damiano; Mitkonsekratoren waren Joseph Mark McShea, Weihbischof in Philadelphia, und Joseph Howard Hodges, Weihbischof in Richmond. 
Er nahm an allen vier Sitzungen des Zweiten Vatikanischen Konzils teil. Am 2. Oktober 1989 nahm Johannes Paul II. sein aus Altersgründen vorgebrachtes Rücktrittsgesuch an.